# Царство III династии Ура

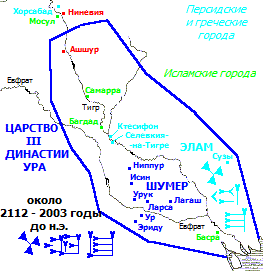
Царство III династии Ура 2112 - 2003 годы до н. э.

Царство III династии Ура или Шумеро-Аккадское царство — государство Древней Месопотамии конца XXII — конца XXI века до н. э.); крупная ближневосточная держава. С его существованием соотносится период III династии Ура (сокращённо — Ур III) или новошумерский период в истории Древней Месопотамии — эпоха «ренессанса» шумерской цивилизации, её наивысшего подъёма и последнего расцвета. От периода III династии Ура дошло подавляющее большинство известных нам шумерских литературных текстов: мифов, эпических сказаний, гимнов и т. д.; в это время был возведён знаменитый зиккурат Этеменнигур в Уре. Царство III династии Ура иногда называют первым тоталитарным государством в истории человечества.

## Название
В отечественной историографии под Царством Шумера и Аккада обычно понимается государство, управлявшееся III династией Ура; однако это же название носило и более позднее царство I династии Исина (период Исина и Ларсы), а титул «царь Шумера и Аккада» (шум. ki-en-gi ki-uri) употреблялся и в последующее время, среди правителей Вавилонского царства и Ассирийской державы.

## Территория
Царство III династии Ура (Шумеро-Аккадское царство) располагалось в Южной Месопотамии, на землях исторических областей Шумер и Аккад. На пике могущества это была крупная ближневосточная держава, сфера влияния которой простиралась на части Северной Месопотамии, земли за Тигром, Элам и, вероятно, некоторые другие территории (границы точно не определены). Главным городом царства был Ур, но столичные функции выполняли также Урук, Ниппур и Пу́зриш-Дага́н. Верховным божеством был глава шумерского пантеона — бог ветра Энлиль с главным святилищем в Ниппуре (храм Экур); особое значение имел культ лунного бога Нанны (также Зуэн, аккад. Син), покровителя Ура. Правящая династия возводила себя к легендарному Гильгамешу, шумерскому царю Урука; государственным языком был шумерский (новошумерский диалект), однако в быту он стремительно вытеснялся аккадским. От периода III династии Ура дошло подавляющее большинство известных нам шумерских литературных текстов: мифов, эпических сказаний, гимнов и т. д. Это был последний расцвет шумерской письменной культуры, иногда обозначаемый как «шумерский ренессанс», за которым могло стоять угасание живой традиции и массовое распространение аккадского на разговорном уровне. В эпоху Шумеро-Аккадского царства был возведён знаменитый зиккурат Этеменнигур в Уре — святилище лунного бога Нанны.
Территория Шумеро-Аккадского царства условно делилась на провинции под которыми исследователи понимают области, имевшие собственное управление, и платившие налог-бала, а периферийные области — ещё и налог …. Таким образом, территория Шумеро-Аккадского царства делилась на коренную часть и периферию.

## История
Царство III династии Ура было преемником государства Утухенгаля (V династия Урука), который освободил страну от власти кутиев и принял титул «царь Шумера и Аккада». Основатель III династии — Ур-Намму — был зятем Утухенгаля и его шага́ной (наместником-военачальником) в Уре; после смерти Утухенгаля он при неясных обстоятельствах получил власть и перенёс царскую резиденцию в Ур. Под властью Ур-На́мму (2112—2094 год до н. э.) оказались города области Шумер (Ур, Урук, Эреду, Ларса, Адаб); был разгромлен могущественный «прокутийский» Лагаш и подчинена часть области Аккад. Ур-Намму активно восстанавливал страну, строил храмы, возобновил торговлю с Маганом и Мелуххой, упорядочил систему управления. В правление Шульги́ (2093—2047 годы до н. э.) восстановление было завершено; царство достигло наивысшего могущества и превратилось в ближневосточную державу. Шульги подчинил часть Элама, земли на Среднем Тигре и за Тигром; в зависимость могли быть поставлены города Восточного Средиземноморья (Эбла, Алалах, Уршу) и Юго-Восточной Анатолии (Каниш и др.); этот же правитель восстановил аккадский титул «царь четырёх стран света» (то есть «Вселенной») и принял прижизненное обожествление. Преемники Шульги продолжали политику предшественников, совершали новые походы и подавляли мятежи; к тому времени относится усиление натиска кочевников-амореев (сутиев), против которых строились грандиозные оборонительные стены; особую угрозу представляли эламиты, объединявшие усилия в борьбе за независимость от Шумера и Аккада. В правление последнего царя, Ибби-Суэна, натиск амореев и эламитов в условиях мятежа сановника Ишби-Эрры привёл к падению династии.

## Система управления
Государство III династии Ура имело черты сформировавшейся древневосточной деспотии. Во главе государства стоял царь (шум. lugal) с титулом «царь Ура, царь Шумера и Аккада», иногда также — «царь четырёх стран света». Его власть была неограниченной, а личность — божественной; цари вступали в «священный брак» с женскими божествами; после смерти их погребали в роскошных мавзолеях. Существовала государственная идеология — нам-луга́ла (шум. nam-lugala: «учение о царственности»), обосновывавшая божественное происхождение царской власти и её преемственность от первых правителей земли (царей «до Потопа»). Укреплению власти способствовала разработка единого шумеро-аккадского пантеона во главе с царём богов Энлилем, покровителем земного царя; всеобъемлющая роль Энлиля отразилась в его именовании — «Господь» (шум. en, Эн; аккад. bēlu(m), Бэл). Опорой царской власти служил чрезвычайно разветвлённый бюрократический аппарат (центром которого был главный дворец Эхурсаг в Уре), а также полностью подчинённое жречество, обеспечивавшее прижизненные культы шумеро-аккадских владык; экономической основой этой громоздкой системы был огромный фонд царско-храмовых хозяйств, в которых трудились подневольные работники и рабы — преимущественно пленники. Организация шумеро-аккадского войска неясна; армия находилась на довольствии дворца; значительную часть её со временем стали составлять наёмники-амореи. Территория страны делилась на области (соответствовали прежним городам-государствам) во главе с назначаемыми царём чиновниками-энси (шум. ensi2; аккад. iššakku(m), ишша́кку(м)); Ур и Урук управлялись непосредственно дворцом. Области делились на два типа: коренные провинции (Ур, Урук, Киш, Лагаш и др), платившие особый ежегодный налог-ба́ла (шум. bala: «очередь») и периферийные владения (Сузы, Эшнунна, Ишим-шульги), платившие дополнительный налог (шум. gun2-ma-da); Ниппур, священный город Энлиля, этих податей не платил. Государство разрабатывало многочисленные нормативы ведения хозяйства, регулировало социальные и религиозные отношения, пронизывало практически все сферы шумеро-аккадского общества; по этой причине в бюрократизме III династии Ура иногда усматривают черты административно-командной системы или даже тоталитарного государства.

## Экономика и общество
Основой хозяйства было ирригационное земледелие; высокого уровня достигли ремесло и торговля. Важнейшие экономические отрасли контролировались государством; первостепенное значение играла гипертрофированная система царско-храмовых хозяйств, базировавшаяся на обширном фонде земель. Огромный штат писцов разрабатывал хозяйственные нормативы, осуществлял бухгалтерский учёт, распределял пайки и оплату чиновникам; по стране постоянно курсировали разного рода вестники, посланцы, государственные торговые агенты-тамка́ры (шум. dam-gar3, аккад. tamkāru(м)) и др.; сохранились десятки тысяч табличек учёта. Земля формально считалась собственностью бога местной территориальной общины («нома»); фактически она делилась на царско-храмовые и частные владения. Земля была тщательно обмерена и сведена в кадастры; её купля-продажа запрещалась. Основной рабочей силой царско-храмовых хозяйств были подневольные работники, обозначаемые традиционным термином гу́руш (шум. ĝuruš: «мо́лодцы»), но фактически находившиеся на положении рабов; подневольные работницы прямо назывались рабынями — нге́ме (шум. geme2). Работники были лишены собственности и семьи; за каждый трудовой день они получали продуктовый паёк — ше-ба (шум. še-ba); основным источником этого типа работников были пленные. Существовали также собственно рабы — урду или эре[д] (шум. arad2, arad), которым называли прежде всего частновладельческих рабов. За пределами царско-храмовых хозяйств предполагается существование общинных владений и сохранение самой общины; однако письменные источники слабо освещают эту сторону шумеро-аккадского общества. Жёсткий полицейский режим обеспечивал высокий уровень безопасности; как следствие, в период III династии Ура впервые распространяются мелкие неукреплённые поселения — деревни.

## Падение Ура
В правление царя Ибби-Суэна усилился натиск кочевников-амореев, которые обошли оборонительные сооружения и вторглись в страну с востока; иноземцев поддержали единоплеменники из высших сановников и войска, а также работники царско-храмовых хозяйств. Началось отпадение провинций; особую угрозу представлял восставший Элам, объединявшийся под властью правителей Симашки. Прорвавшиеся амореи частично заблокировали Ур, где начался голод; Ибби-Суэн направил сановника Ишби-Эрру для закупки хлеба у общинников, но выполнив повеление царя тот закрепился в небольшой крепости Исин и заявил о своей независимости. Воспользовавшись этой смутой, около 2003 года до н. э. объединённые силы эламитов совершили набег на Ур: город был взят, разграблен и оккупирован на два десятилетия. Династия пала, а титул «царь Шумера и Аккада» перешёл к Ишби-Эрре и его потомкам (I династия Исина). В археологии эти события определяют окончание эпохи ранней бронзы в Месопотамии.